# Theodor Fliedner
Georg Heinrich Theodor Fliedner, född den 21 januari 1800 i Eppstein, död den 4 oktober 1864 i Kaiserswerth, var en tysk präst, känd som grundläggare av den protestantiska diakonissverksamheten. Han var far till Fritz Fliedner.
Fliedner blev 1822 pastor för den evangeliska församlingen i Kaiserswerth, nära Düsseldorf. Denna församling bestod huvudsakligen av fattiga fabriksarbetarfamiljer och hotades till och med av upplösning genom en kort efter Fliedners ankomst till Kaiserswerth inträffad handelskris. 
Fliedner insamlade emellertid under en resa i Tyskland, Kungariket Förenade Nederländerna och England (1822-24) så rika bidrag, att församlingens tillvaro betryggades. Under denna resa hade hans blick alltmera riktats på den djupa andliga och materiella nöden inom det moderna samhället, och de yttringar av kristlig kärleksverksamhet till denna nöds avhjälpande - uppfostringsanstalter, barnhem, sjukhus med mera - vilka han i England lärt känna, hade på honom gjort ett mäktigt intryck. 
Han beslöt därför att söka framkalla en dylik verksamhet i Tyskland. 1826 stiftades,  huvudsakligen genom hans medverkan, den första fångvårdsföreningen i Tyskland, som regeringen tog under sitt beskydd, och 1833 upprättade han på sitt pastorsboställe det första hemmet i Tyskland för frigivna kvinnliga fångar. Hans egentliga livsuppgift var återupplivandet av det fornkristna diakonissämbetet. 
Även till Nordamerika och Orienten utsträckte han sin verksamhet. Outtröttlig, seg uthållighet, sund, praktisk blick och frisk humor var för Fliedners personlighet utmärkande drag. Hans skrifter, bland vilka må nämnas Das buch der märtyrer (3 band, 1853-60), är till största delen av religiöst och pedagogiskt innehåll. 